# .RAW-Z
Albums de Laylow
.RAW
(2018) Trinity
(2020)
.RAW-Z est le quatrième EP du rappeur français Laylow, sorti le 7 décembre 2018 sous le label DigitalMundo.

## Liste des pistes
| No  | Titre                   | Auteur       | Compositeur(s)                       | Durée |
| --- | ----------------------- | ------------ | ------------------------------------ | ----- |
| 1.  | Hello .RAW-Z            | Laylow       | Dioscures                            | 1:47  |
| 2.  | Z-Machine (feat. Wit.)  | Laylow, Wit. | Dioscures                            | 2:58  |
| 3.  | Maladresse              | Laylow       | Dioscures, Nabil Adimi, Solal Donnet | 2:45  |
| 4.  | Prince de sang-mêlé     | Laylow       | Dioscures                            | 3:56  |
| 5.  | Visa (feat. Madd)       | Laylow, Madd | Dioscures, YassUnivers               | 3:54  |
| 6.  | Amy                     | Laylow       | Mingo4u                              | 3:26  |
| 7.  | Bruit de couloir        | Laylow       | SOTT                                 | 2:55  |
| 8.  | I Don't : Need U / Know | Laylow       | Cassius Jay, THESCAM                 | 7:10  |
| 9.  | Vent de l'est           | Laylow       | SOTT                                 | 2:25  |
| 10. | Swish                   | Laylow       | Benjay                               | 3:44  |

## Titres certifiés en France
- Maladresse  Platine [1]
- Vent de l'est  Diamant [2]

## Clips vidéos
- Maladresse : 5 décembre 2018[3]
- Visa (feat. Madd) : 2 janvier 2019[4]
- Vent de l'est : 18 février 2019[5]

## Classements et certifications

### Ventes et certifications
| Région        | Certification | Ventes/Streams |
| ------------- | ------------- | -------------- |
| France (SNEP) | Or            | 50 000         |